# Biville-sur-Mer
Biville-sur-Mer foi uma comuna francesa na região administrativa da Normandia, no departamento de Sena Marítimo. Estendia-se por uma área de 5,31 km². Em 2010 a comuna tinha 704 habitantes (densidade: 132,6 hab./km²).
Em 1 de janeiro de 2019, passou a formar parte da nova comuna de Petit-Caux.